# Nicolás Rojas Acosta
Prof. Nicolás Rojas Acosta ( * 1873 - 1946 ) fue un docente y botánico argentino, hombre de ciencia que luchó porque se conociera mejor el Gran Chaco.
Conocía muy bien a las bambusáceas, y cactáceas.

## Algunas publicaciones
- Rojas Acosta, N. 1918. Addenda ad floram regionis Chaco Australis (pars secunda). Bull. Acad. Int. Géogr. Bot. 26: 157-158

### Libros
- Rojas Acosta, N. 1897. Historia natural de Corrientes : catálogo. Mineralogía, Gea Paleontología, Flora i Fauna que comprende principalmente los vejetales i animales de las provincias i territorios limítrofes. Publicación Buenos Aires : Imprenta El Hogar y la Escuela, 1897, 214 p.

- Rojas Acosta, N. 1915. Nociones sobre paleontología de Corrientes. Publicación [S.l.] : E. Dupuis, 1915

- La abreviatura «Rojas Acosta» se emplea para indicar a Nicolás Rojas Acosta como autoridad en la descripción y clasificación científica de los vegetales.[1]